# Biserica „Sfinții Arhangheli” cu clopotniță din Chiperceni
Biserica „Sf. Arhangheli” cu clopotniță este o biserică amplasată în Chiperceni, raionul Orhei, Republica Moldova. Este un monument arhitectural de importanță națională inclus în Registrul monumentelor Republicii Moldova ocrotite de stat cu nr. 1080 (raionul Orhei). Datează din 1863.